# Nesillas brevicaudata
Nesillas brevicaudata là một loài chim trong họ Acrocephalidae.